# Filialkirche Rinkolach

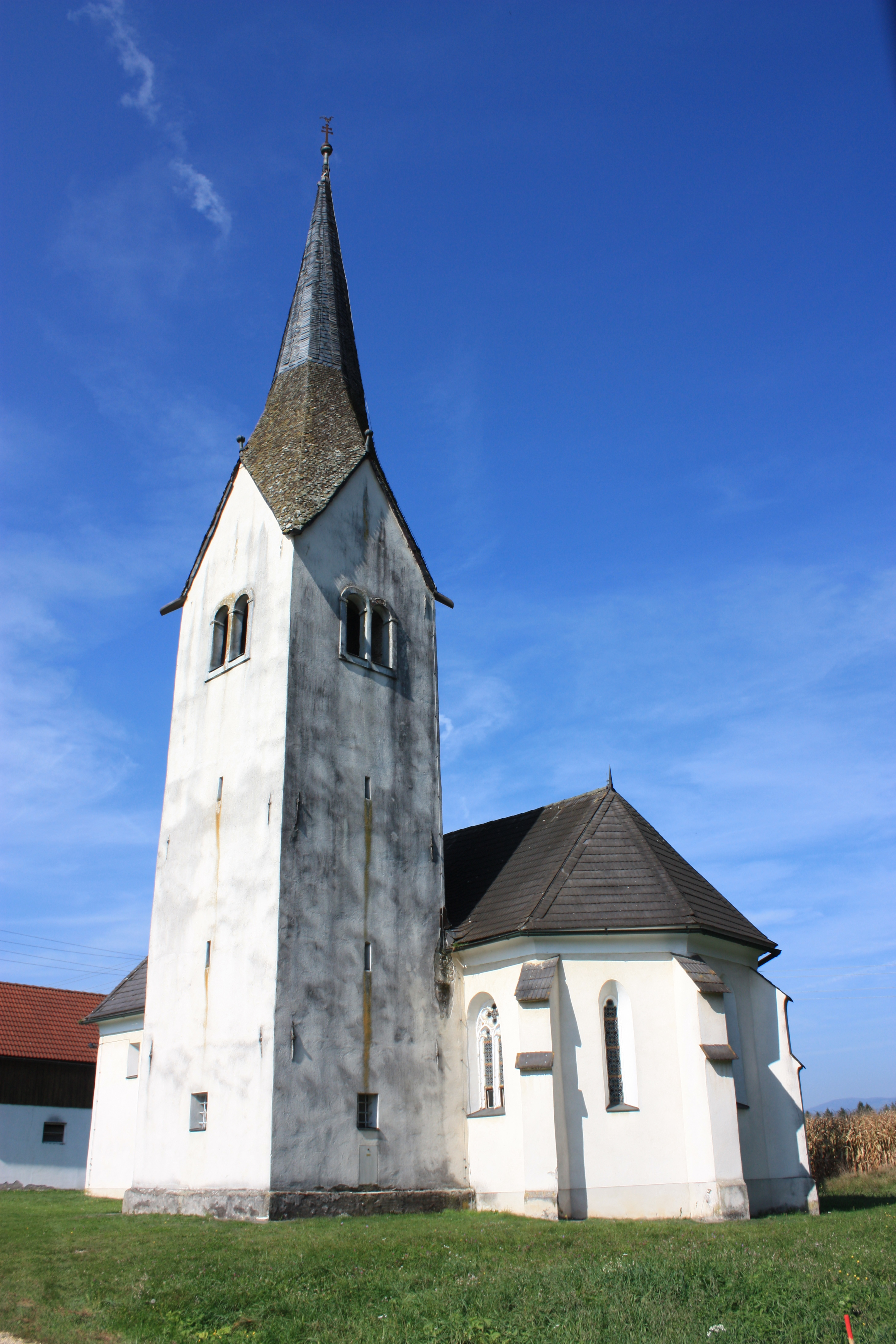

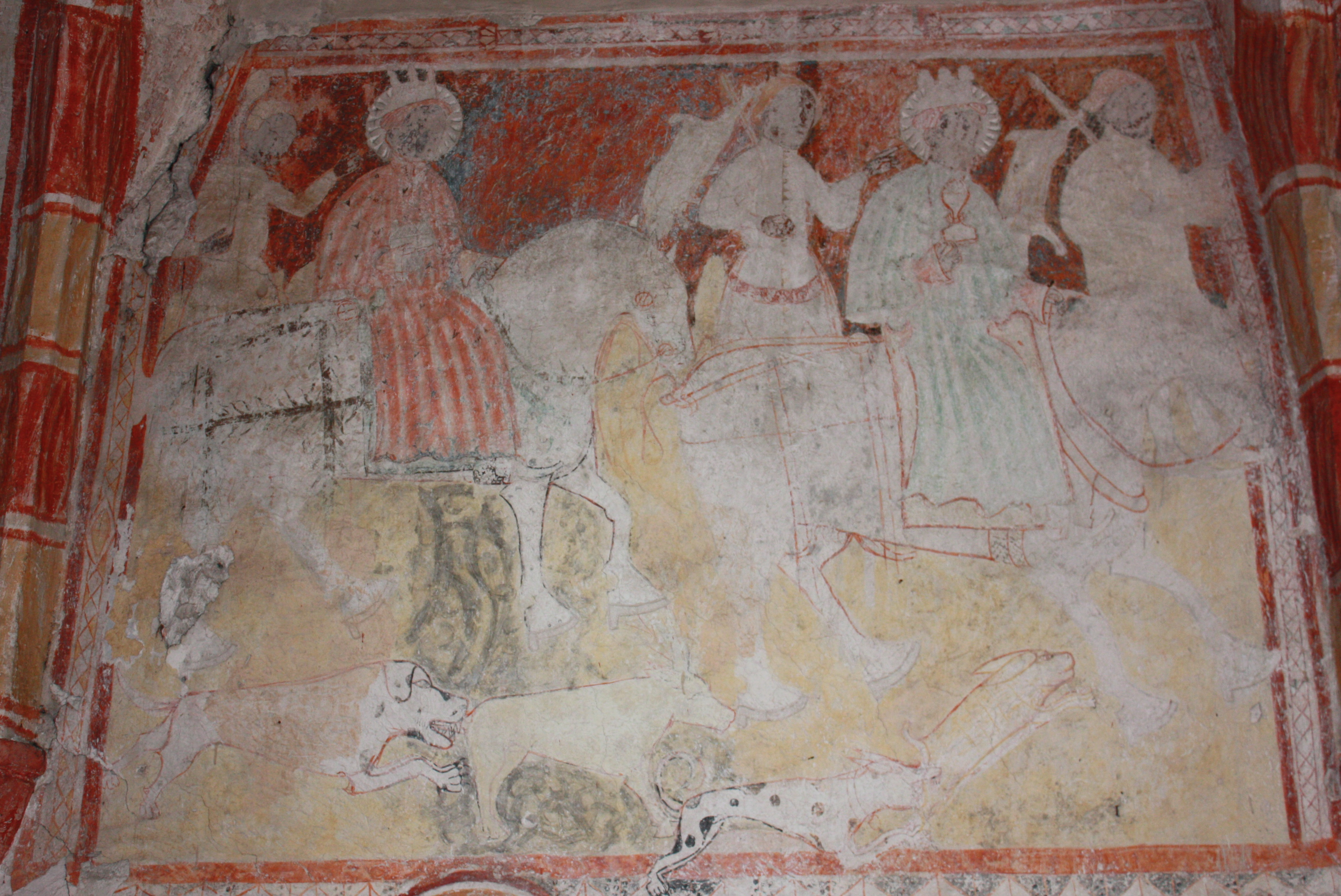
Zug der Heiligen drei Könige

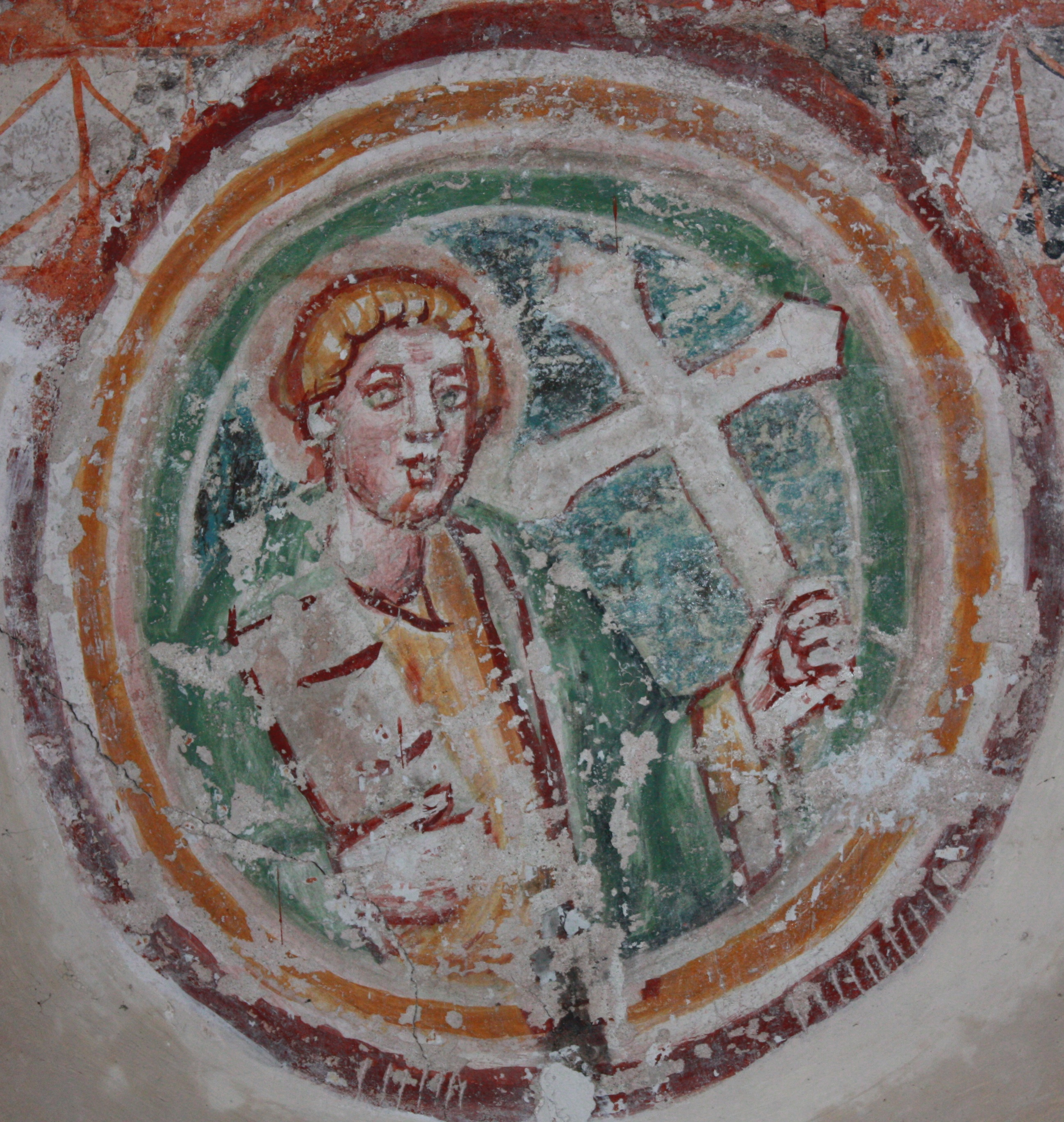
Apostelmedaillon

Die Filialkirche Rinkolach in Rinkolach/Rinkole in der Gemeinde Bleiburg ist dem heiligen Oswald geweiht und gehört zur römisch-katholischen Pfarre St. Michael ob Bleiburg.

## Baubeschreibung
Die Kirche ist ein kleiner, im Kern romanischer Bau mit einem eingezogenen, um 1400 erbauten gotischen Chor, der von zweifach gestuften Strebepfeilern gestützt wird. Der mächtige, südlich an das Langhaus angestellte, romanische Turm, der aus dem 13. oder 14. Jahrhundert stammt, besitzt im Glockengeschoß Biforienfenster und wird von einem schindelgedeckten Spitzgiebelhelm bekrönt. 
Das romanische Langhaus wird von einer flachen Holztonne von 1549 überwölbt. Ein runder Triumphbogen verbindet das Langhaus mit dem einjochigen, kreuzrippengewölbten, gotischen Chor mit Fünfachtelschluss.

## Wandmalereien
Die Wandmalereien im Chor stammen aus dem ersten Viertel des 15. Jahrhunderts. An der Chornordwand sind der Dreikönigszug und mit großen Zerstörungen durch den Einbau der neugotischen Fenster im 19. Jahrhundert die Anbetung des Jesuskindes zu sehen. Seitlich der Chorfenster sind Heilige dargestellt. Das Fresko im Gewölbe zeigt die Majestas Domini, umgeben von Evangelistensymbolen und Engeln. Die Rundmedaillons der Apostel unter den Fenstern werden dem Meister von Einersdorf zugeschrieben. In der Triumphbogenlaibung sind Ornamentstreifen, an der Deckenwölbung des Langhauses ist eine um 1900 gemalte Krönung Mariens zu sehen. Aus derselben Zeit stammen auch die heiligen Kyrill und Method über dem Triumphbogen.

## Ausstattung
Der spätbarocke Hochaltar von 1772 birgt in der Mittelnische eine Strahlenkranzmadonna, flankiert vom Evangelisten Markus und vom heiligen Oswald. Seitlich stehen auf Postamenten die Pestheiligen Sebastian und Rochus. Im Aufsatz sind der Heilige Geist und Gottvater figürlich dargestellt. 
Die beiden um 1660/1670 gefertigten, frühbarocken Seitenaltäre bestehen aus einer schlichten Ädikula mit gesprengtem Segmentgiebel und kleinem Aufsatz. Am Altarblatt des linken Altars ist die Taufe Jesu und im Aufsatzbild Salome mit dem Haupt des Johannes dargestellt. Der rechte Altar zeigt im Hauptbild Maria Himmelfahrt und im Oberbild die Heilige Familie.